# Рошфорська школа
Рошфорська школа — об'єднання французьких поетів (1941—1961).
Жан Буйє написав декларацію «Поетичні засновки Рошфорської школи», яка не встановлювала строгих правил, а просто орієнтувала на поезію, позбавлену будь-яких естетичних та ідеологічних догм. Поети Рошфора, Рене-Ґі Каду, Макс Жакоб, П. Реверді, якщо і мали схожі думки і складали групу друзів, однак виявились дуже різними. 

Об'єднання утворене за аналогією до «Барбізонської школи» малярів. На сторінках «Зошитів Рошфорської школи» були опубліковані твори «Світлі роки» Р. Ґі Каду, «Вітер з моря» Мішеля Маноля, «Острів приголомшливої тиші» Марселя Беалю, «Настанови» Жана Руссло, «А ось і лубкова картинка!» Люка Берімона, «Сенс дій» Ж. Буйє, «Передчуття троянди» Янетти Делетан-Тардіф, «Любо жити» Луї Еміє.